# Antonio Rüdiger
Antonio Rüdiger (n. 3 martie 1993, Berlin, Germania) este un fotbalist german care evoluează ca fundaș central la Real Madrid în La Liga din Spania.

## Carieră la cluburi

### VfB Stuttgart
Pe 23 iulie 2011, Rüdiger a debutat pentru VfB Stuttgart II în Liga a 3-a împotriva lui Arminia Bielefeld.
La 29 ianuarie 2012, Rüdiger și-a făcut debutul în Bundesliga pentru prima echipă a VfB Stuttgart într-un meci profesionist împotriva lui Borussia Mönchengladbach. A avut prima apariție în UEFA Europa League la 4 octombrie 2012 împotriva lui Molde FK.
La 19 aprilie 2013, Rüdiger și-a prelungit contractul cu VfB Stuttgart până în iunie 2017. A marcat primul său gol pentru Stuttgart pe 1 septembrie 2013 într-o victorie de 6-2 cu TSG Hoffenheim.

### Roma
La 19 august 2015, Roma l-a semnat pe Rüdiger pentru împrumut de la VfB Stuttgart pentru 4 milioane de euro. Cluburile au convenit asupra unei taxe opționale de transfer de 9 milioane la sfârșitul contractului de un an. La 30 mai 2016, Roma l-a achiziționat în totalitate pe Rüdiger de la VfB Stuttgart pentru 9 milioane de euro + 0,5 milioane de euro bonusuri pe un contract de patru ani.

### Chelsea
La 9 iulie 2017, Rüdiger s-a alăturat lui Chelsea pentru o sumă inițială de 29 milioane de lire sterline cu un contract de 5 ani. A primit tricoul cu numărul 2.

### Real Madrid
La 2 iunie 2022, Real Madrid a anunțat că Rüdiger a semnat liber de contract pentru club, semnând un contract de patru ani începând cu sezonul 2022-2023. Pe 20 iunie 2022, Rüdiger a fost anunțat ca un nou jucător al lui Real Madrid. A primit tricoul cu numărul 22. Pe 10 august, și-a făcut debutul pentru club, ieșind de pe bancă într-o victorie cu 2-0 împotriva lui Eintracht Frankfurt în Supercupa Europei UEFA. Primul său gol a venit pe 11 septembrie 2022, marcând ultimul gol într-o victorie cu 4-1 împotriva lui Mallorca. Pe 11 octombrie, a marcat dintr-o lovitură de cap în minutul 95 împotriva lui Șahtior Donețk în faza grupelor a Ligii Campionilor, ceea ce i-a permis echipei sale să reușească egalarea de 1–1 și să se califice în optimile de finală. În timpul sărituri, Rüdiger s-a ciocnit de portarul Anatoliy Trubin și a suferit o tăietură la față care a necesitat 20 de copci. În sezonul 2023–24, a obținut primul său titlu în La Liga și al doilea titlu de Liga Campionilor, în care a fost inclus în echipa sezonului pentru acesta din urmă.

## Statisticile carierei
La 26 aprilie 2025.
| Club             | Sezon         | Campionat      | Campionat | Campionat | Cupa    | Cupa   | Cupa Ligii | Cupa Ligii | Europa  | Europa | Altele  | Altele | Total   | Total  |
| Club             | Sezon         | Divizie        | Meciuri   | Goluri    | Meciuri | Goluri | Meciuri    | Goluri     | Meciuri | Goluri | Meciuri | Goluri | Meciuri | Goluri |
| ---------------- | ------------- | -------------- | --------- | --------- | ------- | ------ | ---------- | ---------- | ------- | ------ | ------- | ------ | ------- | ------ |
| VfB Stuttgart II | 2011–12       | 3. Liga        | 17        | 1         | —       | —      | —          | —          | —       | —      | —       | —      | 17      | 1      |
| VfB Stuttgart II | 2012–13       | 3. Liga        | 4         | 2         | —       | —      | —          | —          | —       | —      | —       | —      | 4       | 2      |
| VfB Stuttgart II | 2014–15       | 3. Liga        | 1         | 0         | —       | —      | —          | —          | —       | —      | —       | —      | 1       | 0      |
| VfB Stuttgart II | Total         | Total          | 22        | 3         | —       | —      | —          | —          | —       | —      | —       | —      | 22      | 3      |
| VfB Stuttgart    | 2011–12       | Bundesliga     | 1         | 0         | 0       | 0      | —          | —          | —       | —      | —       | —      | 1       | 0      |
| VfB Stuttgart    | 2012–13       | Bundesliga     | 16        | 0         | 4       | 0      | —          | —          | 4       | 0      | —       | —      | 24      | 0      |
| VfB Stuttgart    | 2013–14       | Bundesliga     | 30        | 2         | 1       | 0      | —          | —          | 4       | 0      | —       | —      | 35      | 2      |
| VfB Stuttgart    | 2014–15       | Bundesliga     | 19        | 0         | 1       | 0      | —          | —          | —       | —      | —       | —      | 20      | 0      |
| VfB Stuttgart    | Total         | Total          | 66        | 2         | 6       | 0      | —          | —          | 8       | 0      | —       | —      | 80      | 2      |
| Roma (împrumut)  | 2015–16       | Serie A        | 30        | 2         | 1       | 0      | —          | —          | 6       | 0      | —       | —      | 37      | 2      |
| Roma             | 2016–17       | Serie A        | 26        | 0         | 4       | 0      | —          | —          | 5       | 0      | —       | —      | 35      | 0      |
| Roma             | Total         | Total          | 56        | 2         | 5       | 0      | —          | —          | 11      | 0      | —       | —      | 72      | 2      |
| Chelsea          | 2017–18       | Premier League | 27        | 2         | 6       | 0      | 5          | 1          | 6       | 0      | 1       | 0      | 45      | 3      |
| Chelsea          | 2018–19       | Premier League | 33        | 1         | 2       | 0      | 4          | 0          | 4       | 0      | 1       | 0      | 44      | 1      |
| Chelsea          | 2019–20       | Premier League | 20        | 2         | 4       | 0      | 0          | 0          | 2       | 0      | 0       | 0      | 26      | 2      |
| Chelsea          | 2020–21       | Premier League | 19        | 1         | 4       | 0      | 0          | 0          | 11      | 0      | —       | —      | 34      | 1      |
| Chelsea          | 2021–22       | Premier League | 34        | 3         | 5       | 0      | 3          | 1          | 9       | 1      | 3       | 0      | 54      | 5      |
| Chelsea          | Total         | Total          | 133       | 9         | 21      | 0      | 12         | 2          | 32      | 1      | 5       | 0      | 203     | 12     |
| Real Madrid      | 2022–23       | La Liga        | 33        | 1         | 5       | 0      | —          | —          | 10      | 1      | 5       | 0      | 53      | 2      |
| Real Madrid      | 2023–24       | La Liga        | 33        | 1         | 1       | 0      | —          | —          | 12      | 0      | 2       | 1      | 48      | 2      |
| Real Madrid      | 2024–25       | La Liga        | 29        | 0         | 3       | 1      | —          | —          | 13      | 2      | 4       | 0      | 49      | 3      |
| Real Madrid      | Total         | Total          | 95        | 2         | 9       | 1      | —          | —          | 35      | 3      | 11      | 1      | 150     | 7      |
| Total carieră    | Total carieră | Total carieră  | 372       | 18        | 41      | 1      | 12         | 2          | 86      | 4      | 16      | 1      | 527     | 26     |

1. ↑  Include DFB-Pokal, Coppa Italia, FA Cup, Copa del Rey
2. ↑  Include EFL Cup
3. 1 2 3 4  Apariții în UEFA Europa League
4. 1 2 3 4 5 6 7 8  Apariții în UEFA Champions League
5. 1 2  Apariție în FA Community Shield
6. ↑  O apariție în Supercupa Europei UEFA, două apariții în Cupa Mondială a Cluburilor FIFA
7. ↑  Două apariții în Supercopa España, o apariție în Supercupa Europei UEFA, două apariții în Cupa Mondială a Cluburilor FIFA
8. ↑  Apariții în Supercopa de España
9. ↑  Două apariții în Supercopa Espaniei, o apariție în Supercupa Europei UEFA, o apariție în Cupa Intercontinentală FIFA

## Titluri
Chelsea
- FA Cup: 2017–18[4]
- UEFA Champions League: 2020–21[5]
- UEFA Europa League: 2018–19[6]
- Supercupa Europei UEFA: 2021[7]
- Cupa Mondială a Cluburilor FIFA: 2021[8]
- Vice-campion EFL Cup: 2018–19,[9] 2021–22[10]

Real Madrid
- La Liga: 2023–24[11]
- Copa del Rey: 2022–23[12]
- Supercopa de España: 2024[13]
- UEFA Champions League: 2023–24[14]
- Supercupa Europei UEFA: 2022,[15] 2024[16]
- Cupa Mondială a Cluburilor FIFA: 2022[17]
- Cupa Intercontinentală FIFA: 2024[18]

Germania
- Cupa Confederațiilor FIFA: 2017[19]